# Samaritanska zamka
Samaritanska zamka (eng. Samaritan Snare) sedamnaesta je epizoda druge sezone američke znanstveno-fantastične serije Zvjezdane staze: Nova generacija. 

## Radnja
Kako bi dovršio ispite za prijem na Akademiju Zvjezdane Flote, Wesley mora otputovati u Zvjezdanu Bazu 515 u Sektoru Scylla. Neočekivano mu se pridružuje kapetan Picard, kojemu je dr. Pulaski naredila da obavi operaciju zamjene umjetnog srca.

Dok su Picard i Wesley na putu, posada se odaziva na poziv za pomoć koji su poslali Pakledi, vrsta lijenih humanoida čiji brod, «Mondor» zahtjeva opsežne popravke. Da bi ubrzao radove, Riker šalje Geordija na pakledski brod; osjećajući da namjere Pakleda nisu prijateljske, Troi izražava svoju zabrinutost za Geordijevu sigurnost.
Nakon što je obavio potrebne popravke, Geordi se sprema vratiti na Enterprise, kada ga razoružaju Pakledi koji ga odbijaju pustiti ako im Riker ne preda sve Enterpriseove računalne podatke. Nadajući se da će kupiti vrijeme potrebno da nadmudri Paklede, Riker da naslutiti da je Geordi stručnjak za oružje. Pakledi tako napuste zahtjeve za računalnim informacijama i zatraže da Geordi nadogradi njihove obrambene sustave.

U nemogućnosti da se dogovori s Pakledima, Enterpriseova posada predlaže primjenu sile da spase Geordija. Upravo tada, iz Zvjezdane Baze 515 stiže obavijest kako se zbog operacije srca Picardovo stanje pogoršalo i da je sada na rubu smrti. Enterprise brzo "ispaljuje" bezopasnu zraku svjetla na Paklede, što slabu vrstu uplaši dovoljno da osigura puštanje Geordija i omogući posadi da krenu prema Zvjezdanoj Bazi 515.
Kasnije, u Zvjezdanoj Bazi 515, Picard se budi i shvaća da je njegov život spašen zahvaljujući kirurškim sposobnostima doktorice Pulaski. Wesley se uskoro pridruži Picardu na brodu, prošavši ispite Zvjezdane Flote s odličnim uspjehom.

## Vanjske poveznice
- Samaritanska zamka na startrek.com  Arhivirana inačica izvorne stranice od 14. kolovoza 2009. (Wayback Machine)